# Нортроп, Джон Кнудсен
Джон Кну́дсен «Джек» Но́ртроп (англ. John Knudsen «Jack» Northrop) (10 ноября 1895 — 18 февраля 1981) — американский авиационный инженер и промышленник. Он был одним из основателей компании «Lockheed» в 1927 году и основателем компании «Northrop» в 1939 году.

## Ранние годы
Джон Кнудсен Нортроп родился 10 ноября 1895 года в городе Ньюарк, штат Нью-Джерси. Он был единственным ребенком в семье. В 1914 году семья Нортропов переехала в город Санта-Барбара, штат Калифорния, где Джон и познакомился с авиацией. После получения диплома Нортроп некоторое время жил на Гавайях у родственников. В 1916 году он вернулся в Калифорнию и начал работать на заводе братьев Лоухед.

## Начало карьеры
Джек Нортроп начал свою карьеру авиационного инженера, работая в компании «Loughead Aircraft Manufacturing» с 1916 года. Изначально он был единственным инженером в компании. Первым самолетом, созданным Нортропом, стал «Loughead S-1», воплотивший в себе последние достижения самолетостроения того времени, такие как закрылки и фюзеляж-монокок из клееной фанеры. Однако, несмотря на превосходные летные характеристики, самолет оказался слишком дорогим и не смог успешно конкурировать на рынке, переполненном невостребованными самолетами с фронтов Первой мировой войны. Из-за этого в 1920 году «Loughead Aircraft Manufacturing» прекратила своё существование.
В 1923 году он перешел в компанию «Douglas Aircraft», где в скором времени стал главным инженером. Работая в свободное время, он создал собственный проект самолета и начал искать компанию, которая согласилась бы его производить. В 1927 году он представил проект братьям Лоухед, основавшим к тому моменту новую авиастроительную компанию «Lockheed», и сразу же получил предложение руководить производством нового самолета.
Проект Нортропа воплотился в «Lockheed Vega». Как и «Loughead S-1», «Lockheed Vega» был воплощением передовой конструкторской мысли своего времени. К счастью для Нортропа и «Lockheed», ситуация в авиационной промышленности изменилась и новый самолет не постигла печальная участь предшественника. Двадцатые годы XX века стали временем авиационных рекордов и «Lockheed Vega» быстро завоевал себе репутацию «чемпионской» машины, благодаря надежности и впечатляющей дальности полета. На нем был установлен ряд мировых рекордов. В частности, Амелия Эрхарт совершила свой трансатлантический перелет именно на «Vega».

## Собственное дело
В 1928 году Нортроп основал собственную авиастроительную компанию «Avion», однако уже спустя два года был вынужден продать её «United Aircraft and Transport Corporation». Спустя еще два года, в 1932 году, при поддержке Дональда Дугласа, Нортроп основал новую компанию «Northrop Corporation» в городе Эль-Сегундо, штат Калифорния. Компания создала два весьма успешных самолета: «Northrop Gamma» и «Northrop Delta».
К 1939 году «Northrop Corporation» стала подразделением «Douglas Aircraft». В том же году Нортроп основал совершенно независимую компанию с тем же названием в г. Хоуторн, штат Калифорния. Работая в новой компании, Нортроп сконцентрировался на разработке «летающих крыльев», которые он считал следующим этапом развития авиации. Он создал целый ряд прототипов «летающих крыльев», однако до серийного производства дело так и не дошло. В то же время Нортроп был одним из создателей ударного самолета A-20 и руководителем проекта тяжелого ночного истребителя  P-61 Black Widow.
Джек Нортроп умер 18 февраля 1981 года. Бомбардировщик «Northrop B-2 Spirit», воплотивший в себе технические решения Нортропа, был запущен в производство спустя восемь лет после его смерти. В апреле 1980 года Нортропу показали чертежи будущего бомбардировщика, очевидцы передают, что увидев их старый конструктор прослезился и прошептал: «Теперь я знаю, зачем Господь даровал мне последнюю четверть века жизни» (англ. Now I know why God has kept me alive for the last 25 years).

## Награды и почести
Его именем был назван вид гигантского птерозавра - Quetzalcoatlus northropi.